# Elefantenberg
Der Elefantenberg ist ein Berg in den Otavibergen in  Namibia mit einer Höhe von 1689 m (anderen Angaben nach 1624 m). Historische Bekanntheit erlangte der Berg als Rückzugsgebiet im Rahmen der Gefechte des Ersten Weltkrieges in Südwestafrika.
Am Nord- und Westhang des Elefantenbergs ist auch der Baum Moringa ovalifolia beheimatet.
Auf der gleichnamigen, ihn umgebenden Farm liegt mit der Khorab Safari Lodge eine touristische Unterkunft. In der südnamibischen Region ǁKaras gibt es einen Berg mit gleichem Namen und einer Höhe von 1416 m.